# Semion Kojin
Semion Kojin ( em russo: Семён Леонидович Кожин; Moscou, Rússia, 11 de Março de 1979) é um artista contemporâneo russo de pintura figurativa russa.

## Dados Biográficos
Semion Leonidovitch Kojin nasceu em Moscou no dia 11 de março de 1979. O seu pai, Leonid Arkadievich Kojin, é engenheiro, e a mãe, Irina Kojina (apelido de solteira: Daichutova), professora de Inglês. Entre. 1986-1988, Kojin interpretou vários papéis secundários no cinema, em particular nos estúdios Gorki.
Entre 1988 e 1990, em paralelo com os estudos no ensino secundário, Kojin frequentou a Escola de Belas-Artes Krasnopresnenskay, em Moscou. Em 1990, entrou para o Liceu Académico de Belas-Artes de Moscovo da Academia Russa de Belas-Artes. Junto com os colegas de turma, viajou pela Rússia em sessões de pintura ao ar livre (Veliki Luki, Riazan, Solovki, cidades do Anel de Ouro). Como trabalho de diploma, criou uma série de ilustrações para um ‘Curso Completo da História Russa’. Em 1997, Kojin é aceito na Faculdade de Pintura da Academia Russa de Pintura, Escultura e Arquitetura e, em 2001, é incumbido de executar o pequeno quadro "Celebração". Concebeu e criou então duas versões da composição "Maslenitsa. Despedida do Inverno". Em 2002, complementa os estudos numa oficina de pintura de paisagens, sob a orientação de Aleksandr Pavlovitch Afonin e, em 2003, defende a tese de diploma com o quadro "Mosteiro de Ferapontov". A partir de 2000 começa a participar ativamente em exposições, ao mesmo tempo que cria paisagens e naturezas-mortas e se dedica à pintura de gênero e histórica, recorrendo a diversas técnicas, nomeadamente aguarela, guache, acrílico, óleo e têmpera. Atualmente, vive e trabalha em Moscovo. Nos anos de 2001 e 2002, realizou algumas viagens a Inglaterra e produziu uma série de esboços ao vivo com cenas da povoação inglesa de Haddenham (Buckinghamshire). Em 2004 faz as ilustrações de acrílico para um livro infantil sobre a vida do famoso tenor italiano: Luciano Pavarotti, que viria a ser publicado na Coreia. Além disso, criou uma série de trabalhos gráficos com base nos contos Rapunzel e Gentsel e Grettel, dos Irmãos Grimm.
Entre 2005 e 2015, o pintor fez muitas viagens pela Rússia: pela região de Tver, região de Kaluga, Anel de Ouro da Rússia e Urais, bem como ao exterior, onde criou uma série de pinturas temáticas da Inglaterra, Malta, Irlanda, Suíça, Grécia, Turquia, Espanha, Itália, e outros. Um papel de destaque nos trabalhos de Kojin pertence à paisagem de ambiente, na sua obra prevalece o traço forte em paralelo com gama cromáticas subtis de semitons roxos e azuis. O seu trabalho combina a observação direta da natureza com a cor e composição criadas por ele. Por vezes, o pintor materializa o seu desejo artístico recorrendo a composições de gênero e históricas.
Entre as suas muitas paisagens de Moscou, São Petersburgo e Kolomna, pinturas históricas, de gênero e esboços desenhados pelo pintor entre 2000 e 2015, estão os trabalhos "Travessa Granatyi", "Ivan Kupala, Adivinhação pelas Grinaldas","Junto ao Convento de Novodevichi","Caçada Russa","Nova Albion", "O Navio Golden Hind de Francis Drake"," Valaam, A  Mata", "Maslenitsa, Despedida do Inverno", “Velho Carvalho em Kolomenskoye", "Adivinhação", "Caçadora", "Vista de Moscovo com Arranha-Céus", entre outros. O pintor dedica-se a materializar vistas noturnas das cidades, nas quais transmite notas de inquietação e expressão influenciadas pelos impressionistas. Surge uma série de paisagens noturnas: "Noite de Ano Novo" Armazéns Yeliseyev"," Catedral de São Basílio","A Tower Bridge"," O Arco de Wellington" e outros.
Além de motivos urbanos, Kojin aborda temas tradicionais da pintura paisagística, utilizando para isso todas as oportunidades que lhe surgem. Em vez das vistas panorâmicas, com vários planos bem delineados e com uma área de cobertura ampla, ele prefere temas mais intimistas, como: o canto do jardim, a floresta coberta de neve, o jogo das manchas de luz sobre a superfície da água. Com o apurado sentindo da beleza mutável da natureza, o pintor consegue transmitir a variedade de tons do ambiente, como, por exemplo, nos trabalhos "A Horta da Avó", "Dezembro" e "Bodrum. Aurora Rosa".
Depois de mais uma viagem ao Reino Unido, o pintor, encantado com a mestria dos aquarelistas britânicos, cria uma série de aquarelas. Em 2003 encontra exposto no Museu Ashmole, em Oxford, enormes folhas de aquarela na exposição Poesia da Verdade. Depois disso, ele cria os trabalhos em aguarela "Malta", "Montanhas de Connemara", "Abadia de Notley em Inglaterra", entre outros trabalhos, todos impregnados com o ar e leveza tão característicos da aquarela. Kojin recorre às técnicas de escrita e, a seco e sobre o papel molhado, consegue obter o efeito de pintura preciosa.
Entre 2000 e 2006, Kojin faz frequentes incursões ao gênero da natureza-morta. Aqui, tal como na paisagem, para ele não basta o deleite das formas e cores. O pintor faz uso da tecnologia da pintura flamenga, cria naturezas-mortas em tela com paquet. As suas composições são originais na ideia, complexas na textura e técnica de execução e estão repletas de conotações associativas, como "Natureza-Morta com Lagosta", "Natureza-Morta com Búzios", "Natureza-Morta com Flores. Imitação de uma Pintura Flamenga".
Entre 2001 e 2007, Kojin vira-se também para o gênero histórico, criando uma série de esboços e pinturas dedicados à guerra de 1812. Entre as obras desta série estão "Requiem para A.A. Tutchkov","Rubicon. Pelotão de Denis Davydov  Cruzando o Rio. 1812. 2001","Napoleão  Fugindo dos Cossacos". A escolha do tema e a sua execução figurativa resultaram consonantes com as aspirações pessoais do autor, como patriota e amante da liberdade que é. Exibidos, entre 2002 e 2005, na Casa Central do Artista, em exposições de pintores da associação Primavera, estes trabalhos trouxeram fama ao autor e reconhecimento como mestre da pintura histórica.
Kojin experimenta bastante com técnicas de pintura, conseguindo um efeito de volume, translucidez e camadas múltiplas da imagem. Nos seus trabalhos, ele consegue combinar o traço suave com a pincelada enérgica e a aplicação corpórea da tinta nas áreas claras, obtendo assim volume e profundidade na imagem. Entre 2006 e 2015 os trabalhos de Kojin foram recebidos com sucesso em exposições e leilões de pintura russa nos Estados Unidos, Suíça, Reino Unido e Irlanda.
As suas obras estão em museus e coleções particulares na Rússia, Inglaterra, Suíça, EUA, China e outros países.

## Exposições com obras de Semion Leonidovitch Kojin
- 2001 - Viagem de criação artística a Inglaterra. Exposição: Haddenham, Buckinghamshire.
- 2002 - Exposição conjunta da associação artística Primavera na Casa Central do Artista.
- 2003 - Exposição "Fres Art" em Londres. Participação na exposição "Todos Temos um Pouco de Cavalo", organizada na galeria-antiquário Na Staromonetnom.
- 2004 - Exposição "Inverno, Inverno, Tudo à Volta é Inverno" na galeria-antiquário Na Staromonetnom. Série de pinturas sobre Moscovo para decoração de interiores de um banco. Exposição "A Energia das Cores" na Collyer Bristow Gallery, Londres.
- 2005 - Exposição conjunta da associação artística Primavera na Casa Central do Artista. Exposição "Pintura Russa Contemporânea" na Collyer Bristow Gallery, Londres. Exposição "Tradições Russas" no Centro Russo de Restauração. Exposição "Estações do Ano", na galeria-antiquário Na Staromonetnom. Exposição "Tradição Russa" em Washington, EUA. Exposição "Nova Arte Russa" na galeria Oriel, Dublin, Irlanda.
- 2006 - Exposição "Pintura Russa Contemporânea" no Carlton Hotel, St. Moritz, Suíça. Exposição "Londres-Paris-Nova Iorque" na Collyer Bristow Gallery, Londres.
- 2007 - Exposição na Manege "20 Anos da Academia", dedicada ao vigésimo aniversário da fundação da Academia Russa de Pintura, Escultura e Arquitetura. Exposição "Ciclo da Vida”, Bash Criation Art, na cripta da Catedral da paróquia de St. Pancras, Londres. Exposição oficial da Rossport no Centro Panrusso de Exposições "Sport 7" (galeria Art Olimp). Exposição "Festa na Capital" no Gostiny Dvor. Exposição no Centro Panrusso de Exposições. Exposição "Mestre 2007". Exposição "Milagre Russo" no Centro Panrusso de Exposições.
- 2008 - Exposição “Poesia da Verdade” na galeria Les Oreades, Casa Central do Artista. Exposição na RAO EES da Rússia integrada no “Academia +”, com o apoio da Fundação Para a Cultura na Federação Russa. Exposição "Europa na Primavera", galeria Oriel, Dublin, Irlanda. Participação no leilão nº 11, "Pintura de Género Russa – Século XX", organizado pela Galeria Russa de Arte, Moscovo. Vernissage na Pushkinskaya Naberezhnaya organizada com o apoio da Agência de Marketing Desportivo JSA no âmbito da Regata Internacional de Moscovo. Leilão "Pintores Realistas Contemporâneos" nº 72 na Galeria SOVKOM (11 de setembro de 2008). Exposição da nova geração de pintores paisagistas na galeria N-Prospek, São Petersburgo.
- 2009 - Exposição "Pintura Russa Contemporânea", galeria Oriel, Dublin, Irlanda. Exposição "Tradições da Modernidade" no âmbito do projeto Igra Voobrajenia, galeria Chaliapin, Moscovo. Exposição Internacional de Pintura, Fotografia, Escultura e Caligrafia do Nordeste Asiático (realizada na cidade chinesa de Changchun a 31 de Agosto e 15 de Setembro de 2009, com o apoio da União de Colecionadores do Altai). Exposição individual na galeria Igra Voobrajenia, nas instalações da Editora Izvestia, Moscovo. Sexta exposição internacional de arte contemporânea RUSSIAN ART WEEK / Semana da Arte Russa (realizada em Moscovo e São Petersburgo). Exposição de jovens artistas realistas "A Atração do Realismo", na GUK, Sala estatal de exposições Galeria Izmailovo.
- 2008-2009 – Participação numa serie de exposições na galeria Elena, em Moscovo.
- 2010 - Participação num leilão beneficente de apoio às vítimas do ataque terrorista no metro de Moscovo em 29 de maio, no site Investimento em Arte.
- 2012 - Exposição individual "Imagens Visíveis", na sala de exposições da Casa Russa de Leilões do Gostiny Dvor (Moscovo).
- 2015 - Exposição "Histórias da Crimeia" integrada no programa da associação criativa Novos Itinerantes, Casa Central do Arquiteto. Exposição individual no Museu-Reserva Estatal de História, Arquitetura e Paisagem Natural de Kolomenskoye, Moscovo.

## Kojin tem obras suas nas coleções dos seguintes museus
- Espólio museológico do Liceu Académico de Belas-Artes de Moscovo, Moscovo
- Museu da Academia Russa de Pintura, Escultura e Arquitetura, Moscovo
- Museu Regional de Arte de Kaluga, Kaluga
- Museu da História Regional de Kozelsk, Kozelsk
- Museu Estatal Central de História Contemporânea da Rússia, Moscovo
- Museu-Reserva Estatal de História, Arquitetura e Paisagem Natural de Kolomenskoye- Izmailovo- Lefortovo-Lyublino, Moscovo
- Museu de História Militar de Maloyaroslavets Ano de 1812, Maloyaroslavets
- Associação museológica Museus de Moscovo, Moscovo
- Propriedade dos Muraviov-Apostol, Moscovo
- Museu de Arte de Surgut, Surgut
- Galeria de Arte Savitsky, Penza

## Citações
"A atitude contemplativa, a dádiva lírica, o virtuosismo na execução dos diferentes métodos de pintura e o sentido subtil da cor distinguem este pintor entre os colegas de arte e tornam as suas criações marcantes e notáveis no contexto contraditório e ambíguo da arte contemporânea".
- Tahir Salahov
"Tem um olho maravilhoso para a cor. Tem um pensamento composicional interessante porque vê pouco a cor. Um quadro tem de ser sentido de modo a criar, em quem o aprecia, uma imagem plástica, artística e composicional. E ele consegue isso".
- Vladimir Pogodin

## Filmografia
- 2011 - "Criador, Não Artesão" - documentário sobre a obra de Semion Kojin (realizador Vladislav Artamonov)
- 2015 - As Pessoas que Fizeram a Terra Redonda - Pintor

## Outras obras

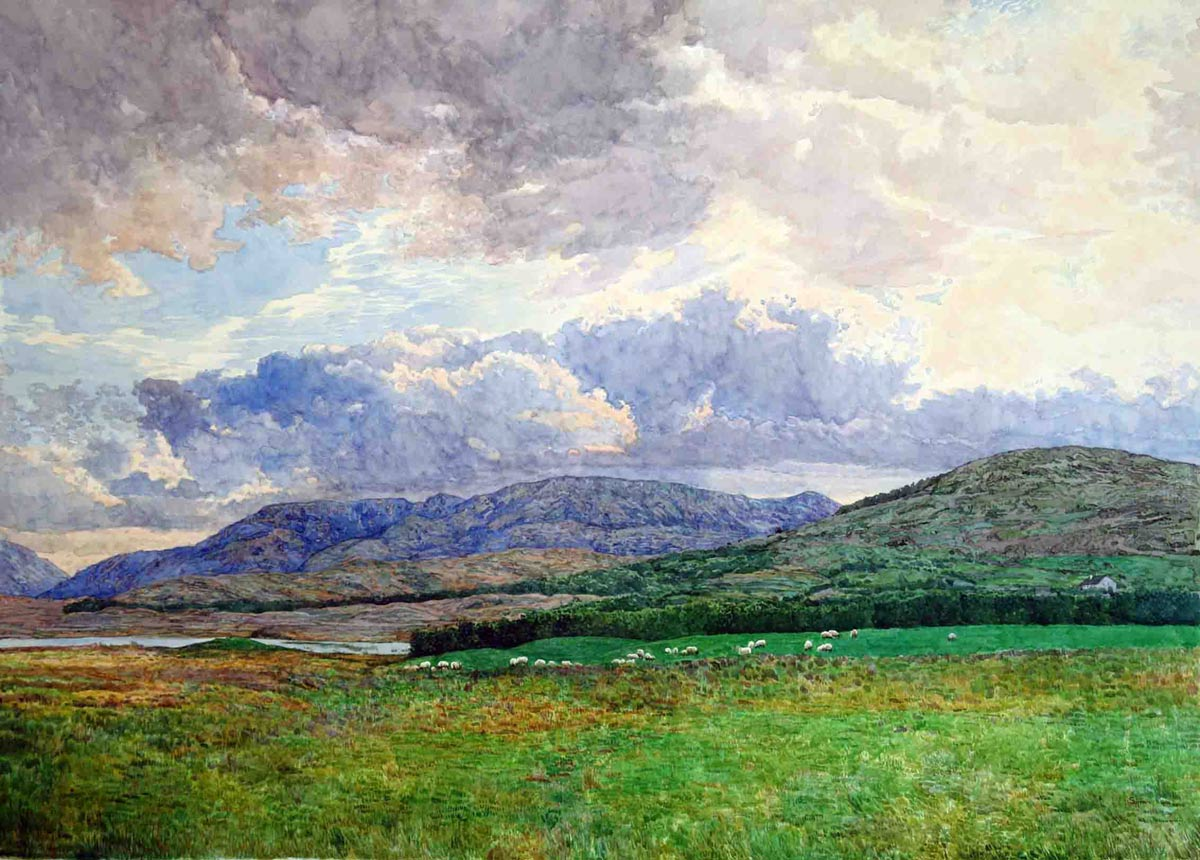
Montanhas de Connemara. Irlanda, Сolecção privada
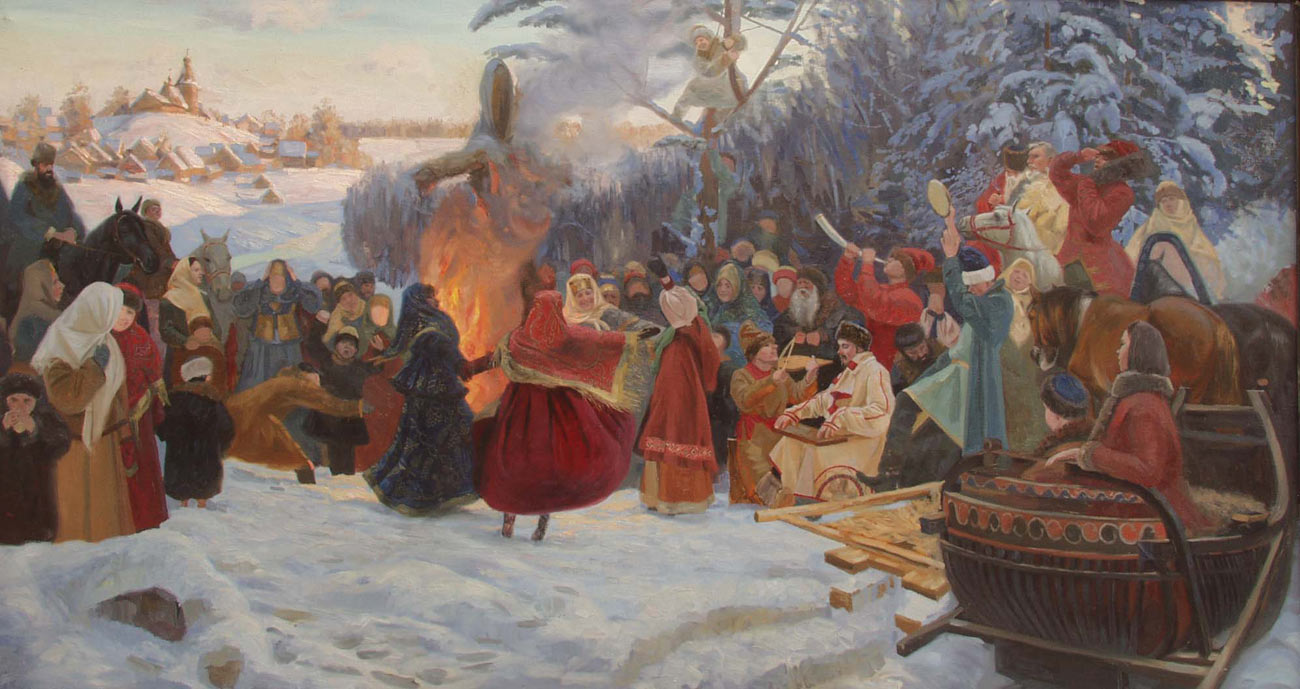
Maslenitsa. Despedida do Inverno, Сolecção privada
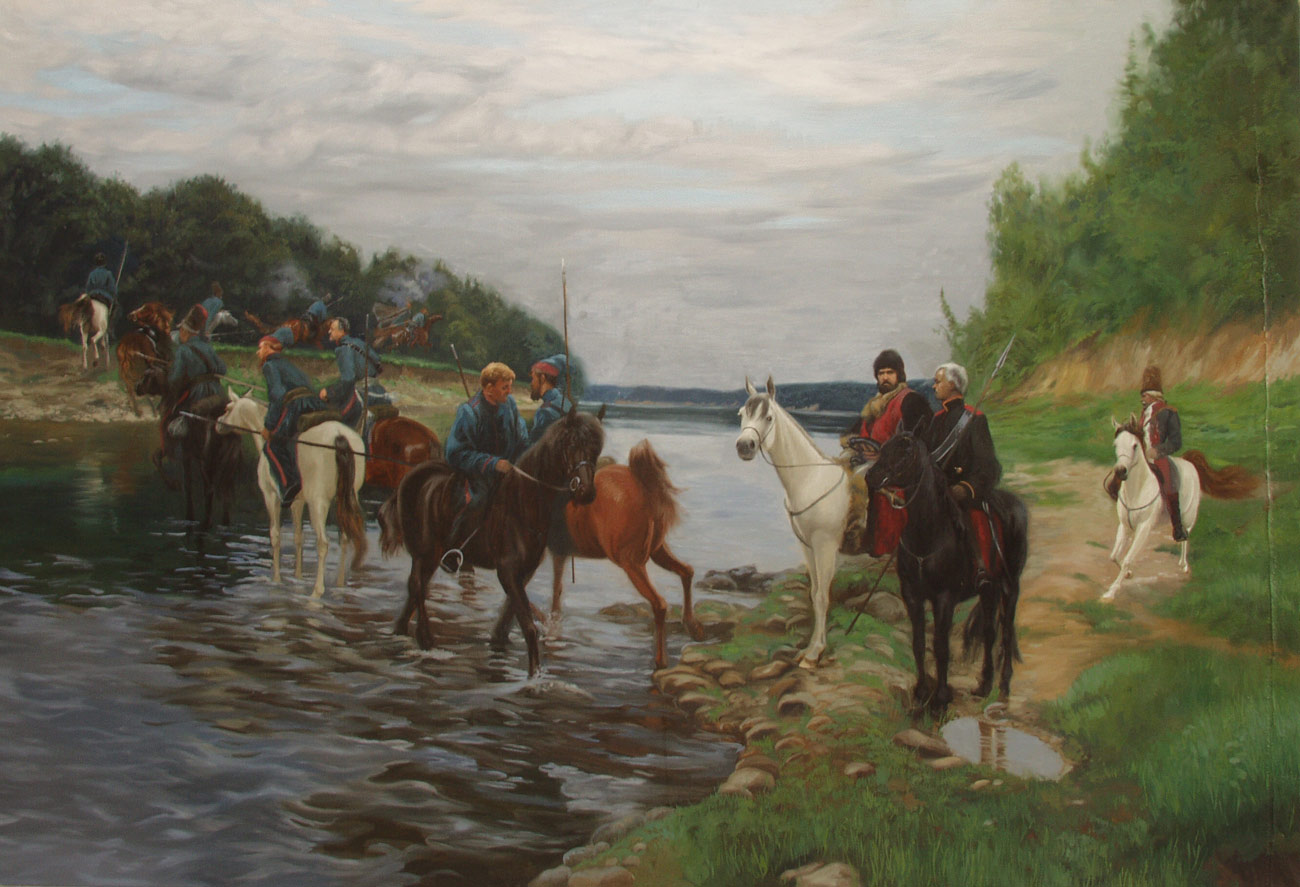
Rubicon. Pelotão de Denis Davydov  Cruzando o Rio. 1812. 2001, Сolecção privada
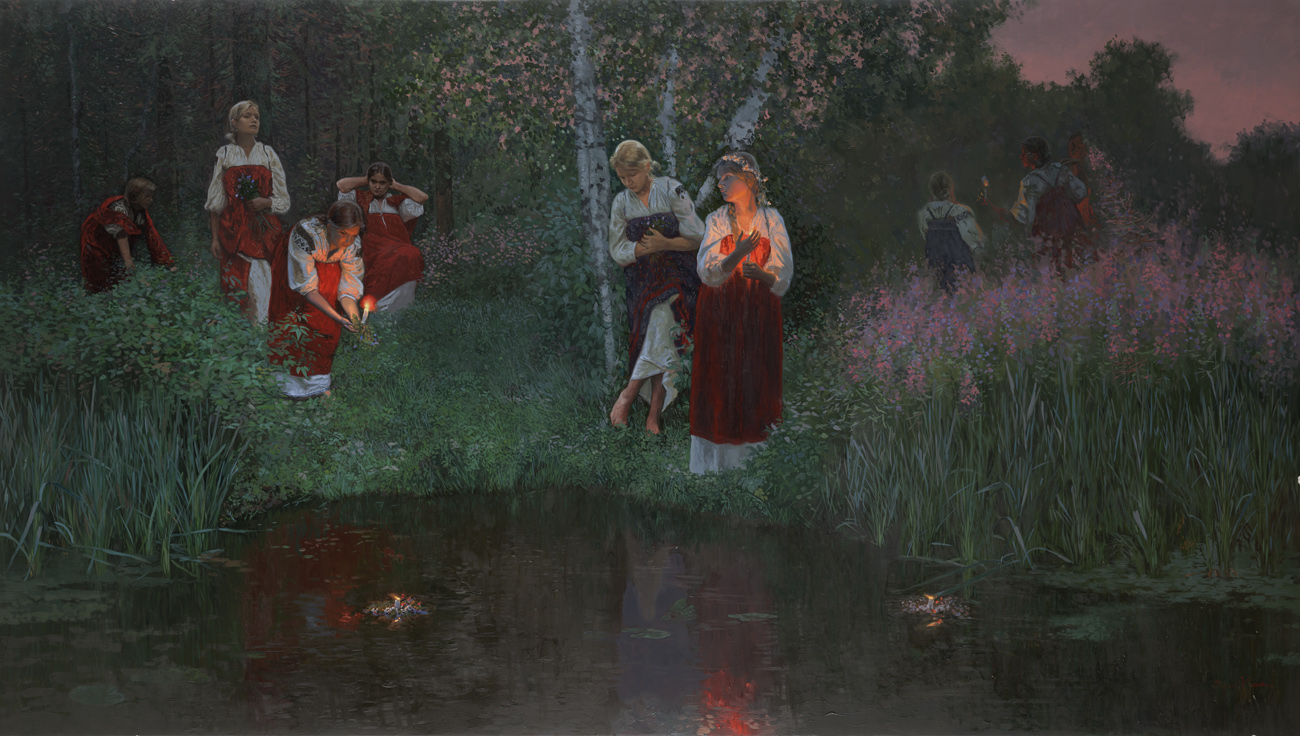
Ivan Kupala.  Adivinhação pelas Grinaldas, Сolecção privada
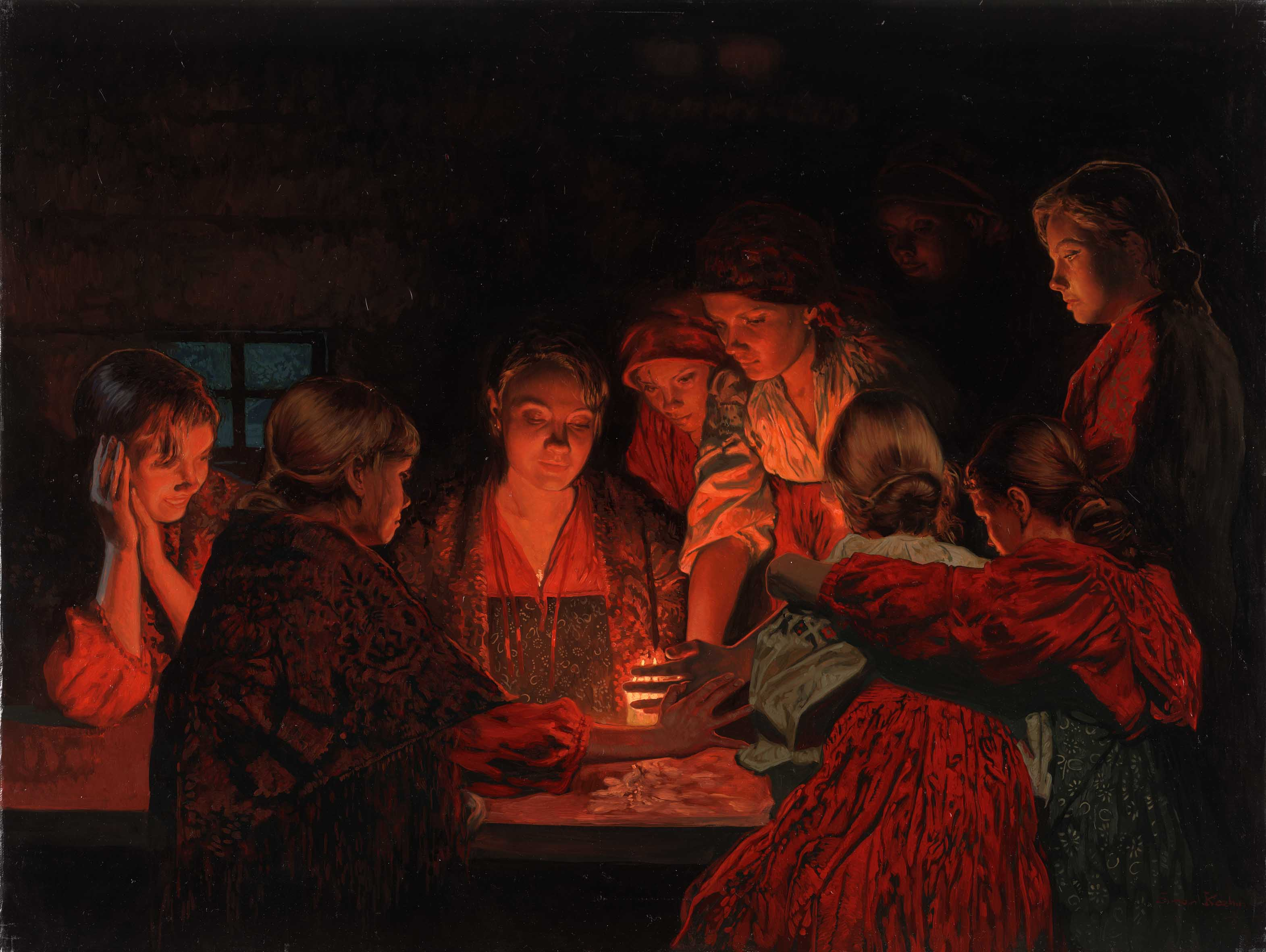
Adivinhação de Natal, Сolecção privada
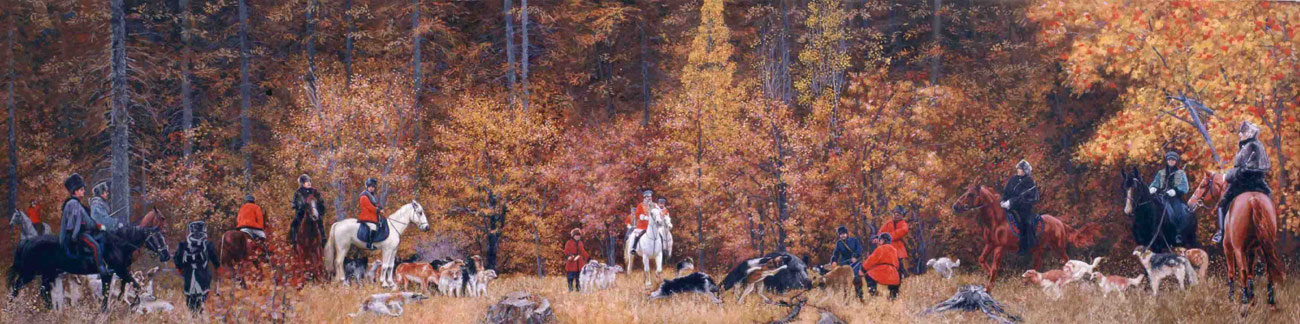
Caçada Russa, Сolecção privada

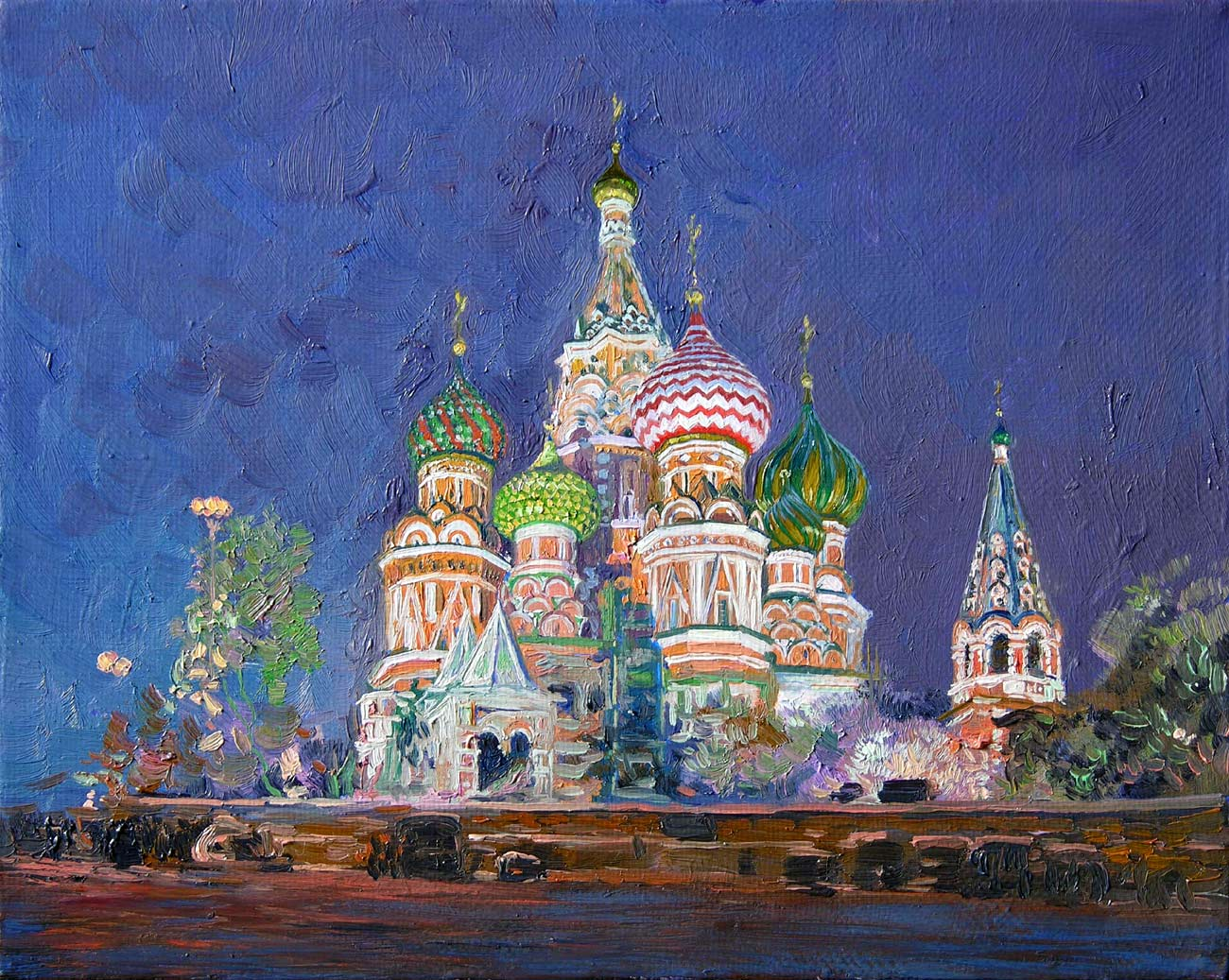
Catedral de São Basílio Сolecção privada
Evening in Old Ladoga. , Сolecção privadaEvening in Old Ladoga. , Сolecção privada
Víspera de Año Nuevo. Plaza de la Revolución. Moscú,  Museu Estatal Central de História Contemporânea da Rússia, MoscovoVíspera de Año Nuevo. Plaza de la Revolución. Moscú, Museu Estatal Central de História Contemporânea da Rússia, Moscovo
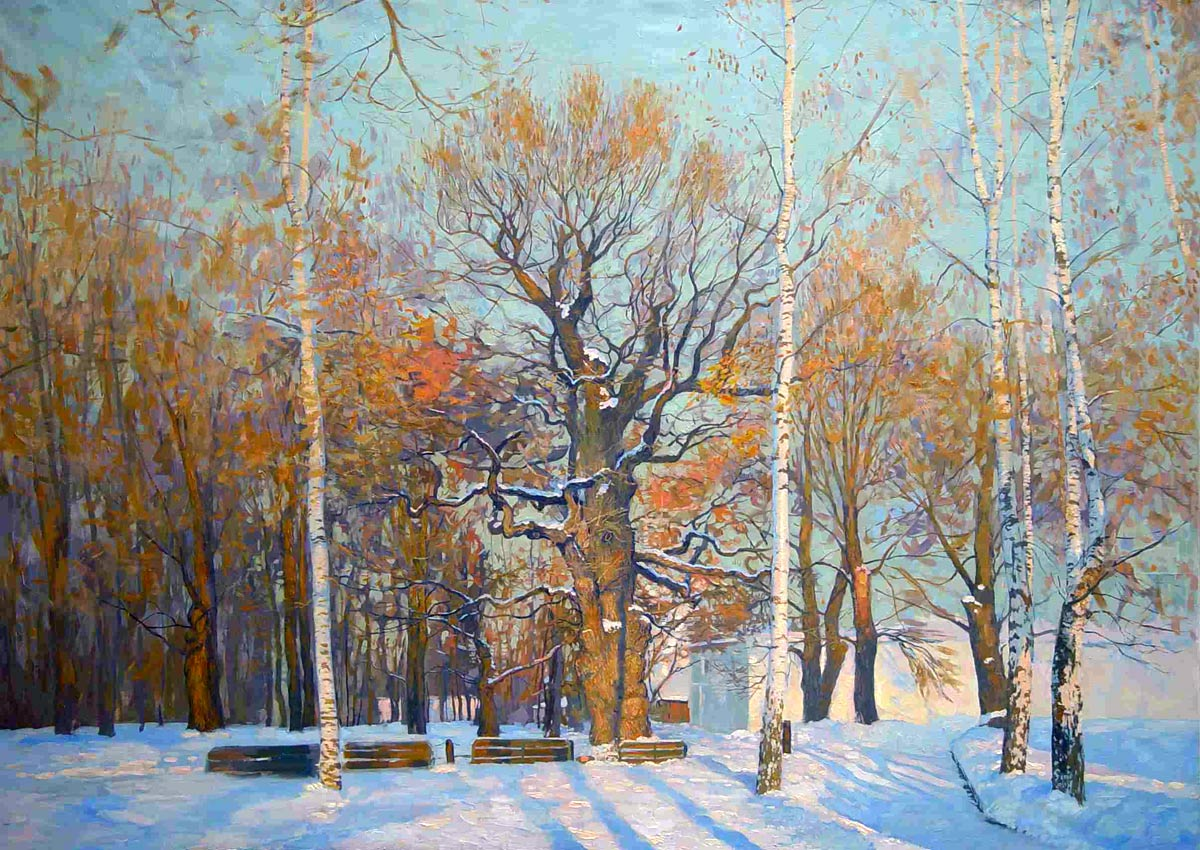
Velho Carvalho em Kolomenskoye, Сolecção privada
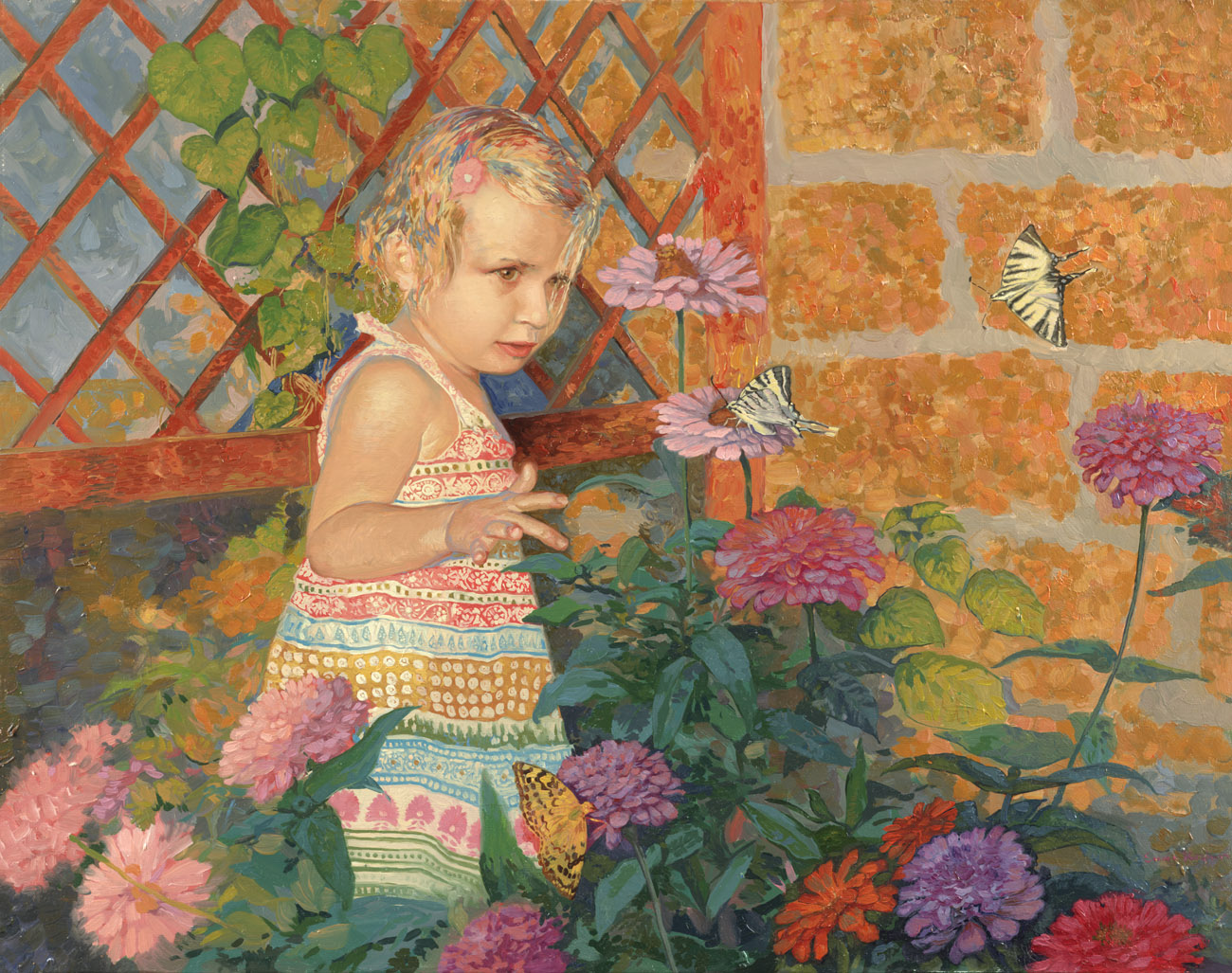
Caçador pequeno, Сolecção privada
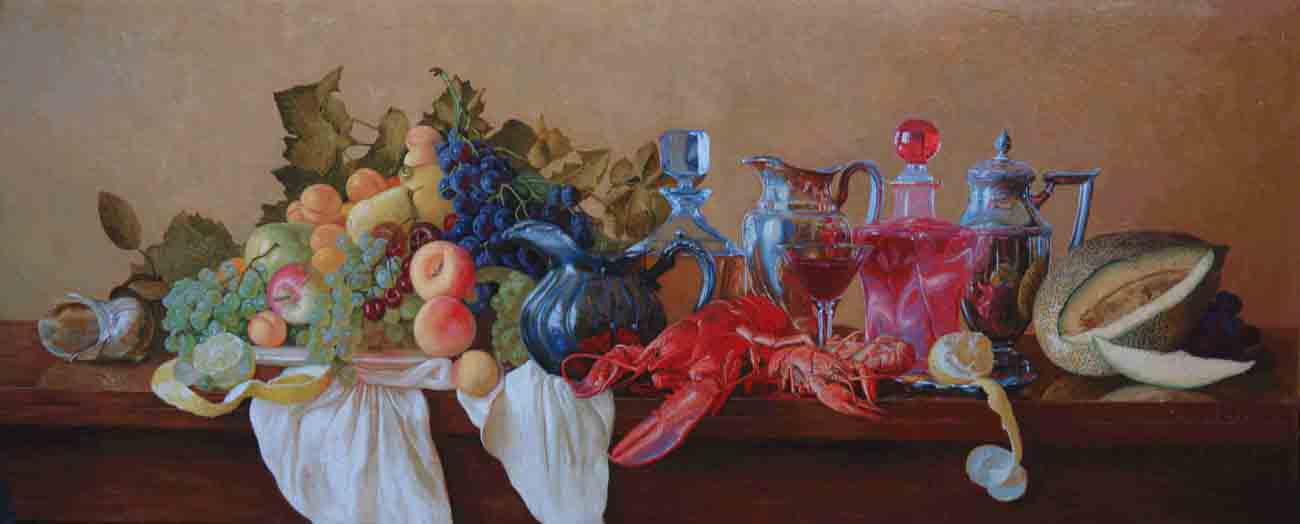
Vida imóvel com de lagosta, Сolecção privada
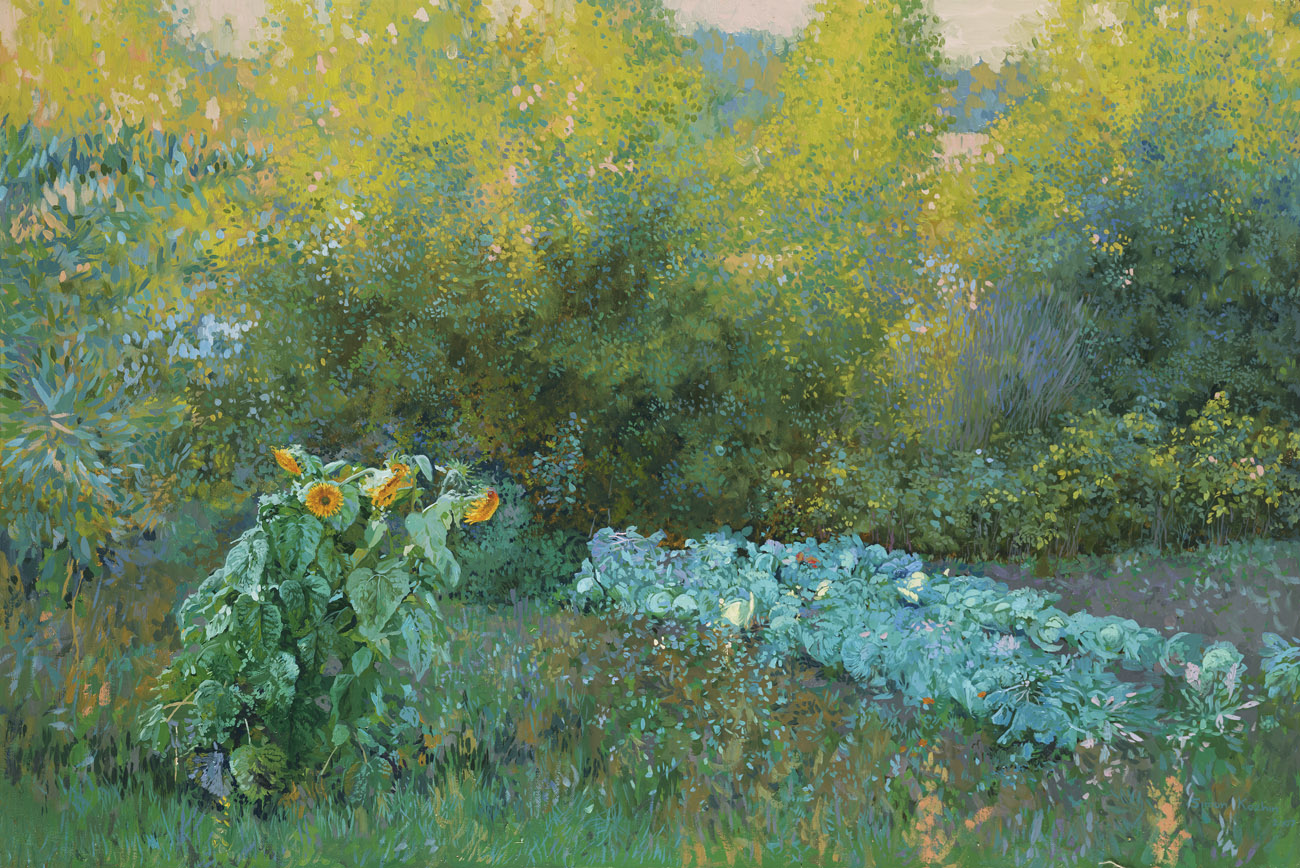
Jardim da avó, Сolecção privada

## Vídeos
- De artista Semion Kojin de Kola península ar livre
- "100 pinturas do Kolomenskoye Park "bloco novo canal NTD, Moscovo, Rússia

## Referência
- Artista Biografia Semion Kojin e estatísticas em sites de leilão ARTinvestment.RU - Investir em arte (Russo)]
- O artigo "original e ninguém precisa" on site "Gazeta Literária" (Russo)
- O artigo "imagem visível Semion Kozhine" online "Gazeta Literária" (Russo)
- "Salão de exposição "Atrium""A paleta do artista. Semyon Kozhin. História e os tempos modernos. "21 outubro - 29 novembro 2015 (Russo)
- De artista Semion Kojin galeria de biografia Les Oreades Moscou (Russo)
- Biografia e Estatística site de vendas em leilão "Invaluable" (Inglês)
- A página oficial de do artista (Russo|Inglês)